# Most U Lutriána
Most U Lutriána, někdy nazývaný též Za Lutriánem, je tříobloukový středověký kamenný most přes říčku Šlapanku, pod soutokem se Zlatým potokem. Nachází se na katastrálním území obce Věžnice, mezi Šlapanovem a Věžnicí. Lutrián je jméno hájovny stojící nedaleko severozápadním směrem.

## Historie
Most byl postaven na jedné z odboček Haberské stezky mezi dnešním Havlíčkovým Brodem a Polnou a jeho stáří není přesně známo. Srovnáván bývá s blízkým mostem v Ronově nad Sázavou, který byl prokazatelně postaven v 16. století, most u Lutriána je z konstrukčního hlediska zřetelně starší. Bývá proto řazen mezi nejstarší mosty v České republice. Jediný střep, který byl při opravě v tělese mostu nalezen, byl archeologicky datován do 15.–16. století. Na mostě původně bývala asfaltová silnice. Generální opravou prošel most v letech 2003–2004 (opravu na mostě připomíná kovová deska z roku 2003). Po opravě byl slavnostně požehnán a znovu otevřen 6. června 2004. Most je chráněný jako kulturní památka.
V roce 2012 se při povodni protrhl kamenný jez v jižním předpolí mostu, kameny z jezu od té doby most ohrožují. Z důvodu nevyjasněných majetkových vztahů okolo jezu se však oprava již řadu let odkládá.

## Popis
Most je zděný z nepravidelného lomového kamene a na jižní straně (proti proudu) je opatřen dvěma špičatými náběhy, které mají zabezpečovat ochranu mostu před silným proudem i například před ledovými krami při jarním tání. Vedle mostu se nachází kamenný splav. Vozovka mostu je z kamene, po stranách mostu směrem ke splavu jsou postaveny dvě zídky. Po opravě byl most opatřen bílým vápenným nátěrem. Vede k němu odbočka z hlavní silnice mezi Šlapanovem a Věžnicí, odbočka dále pokračuje k mlýnu U Lutriána a do Kamenné. 